# Mount Compass
Mount Compass är en ort i Australien. Den ligger i kommunen Alexandrina och delstaten South Australia, omkring 46 kilometer söder om delstatshuvudstaden Adelaide. Antalet invånare är 1 050.
Närmaste större samhälle är Aldinga, omkring 14 kilometer nordväst om Mount Compass. 
Trakten runt Mount Compass består till största delen av jordbruksmark. Runt Mount Compass är det glesbefolkat, med 19 invånare per kvadratkilometer. Genomsnittlig årsnederbörd är 729 millimeter. Den regnigaste månaden är juni, med i genomsnitt 133 mm nederbörd, och den torraste är december, med 21 mm nederbörd.